# Bíró Bence (labdarúgó)
Bíró Bence (Budapest, 1998. július 14. –) magyar korosztályos válogatott labdarúgó, jelenleg a Kisvárda játékosa.

## Pályafutása

### Klubcsapatokban
Bíró Bence 2014 nyarán a Budapest Honvédtól került a Guimaraeshez. Az 1998-as születésű támadó gyakorta meghívót kapott a korosztályos magyar válogatottakba, márciusban az U18-as nemzeti együttesben pályára lépett Dánia ellen.
Bíró ötéves profi szerződést kötött a klubbal, amely egyik legígéretesebb fiatal játékosának tartja a magyar tehetséget. Sérgio Conceição, a felnőttgárda akkori vezetőedzője többször meghívta a profik edzésére. Bíró ificsapatában tizenegy meccsen háromszor talált be az első szezonjában, a következő idényben pedig már a  B-csapattal készülhetett – immár profiként.
2016. augusztus 6-án debütált a Segunda B-ben a Santa Clara elleni bajnokin. Első idényében kilenc bajnokin jutott szóhoz. A 2017-18-as bajnokságban is a másodosztályú csapatban szerepelt, és 2018. február 17-én megszerezte első gólját is a csapatban. 2020. január 1-jén bejelentették, hogy felbontotta szerződését a portugál csapattal. Január 2-án aláírt a magyar másodosztályban listavezető MTK-hoz. A koronavírus-járvány miatt félbeszakított idény végén feljutott csapatával az NB I-be, ahol a 2020-2021-es idényben 16 találkozón lépett pályára, gólt nem szerzett. 2021 nyarán a másodosztályban szereplő Pécs vette kölcsön.

### A válogatottban
A 2019-es U21-es Európa-bajnokság selejtezői során rendszeres lehetőséget kapott Michael Boris szövetségi edzőtől, négy mérkőzésen háromszor talált a kapuba 2017 őszén a sorozatban.
Zsóri Dániel sérülése után bekerült a 2021-es U21-es Európa-bajnokságra nevezett keretbe.

## Sikerei, díjai
Kisvárda FC
- NB II bajnok (1): 2024–25